# Oleg Vitalyevich Khlevniuk

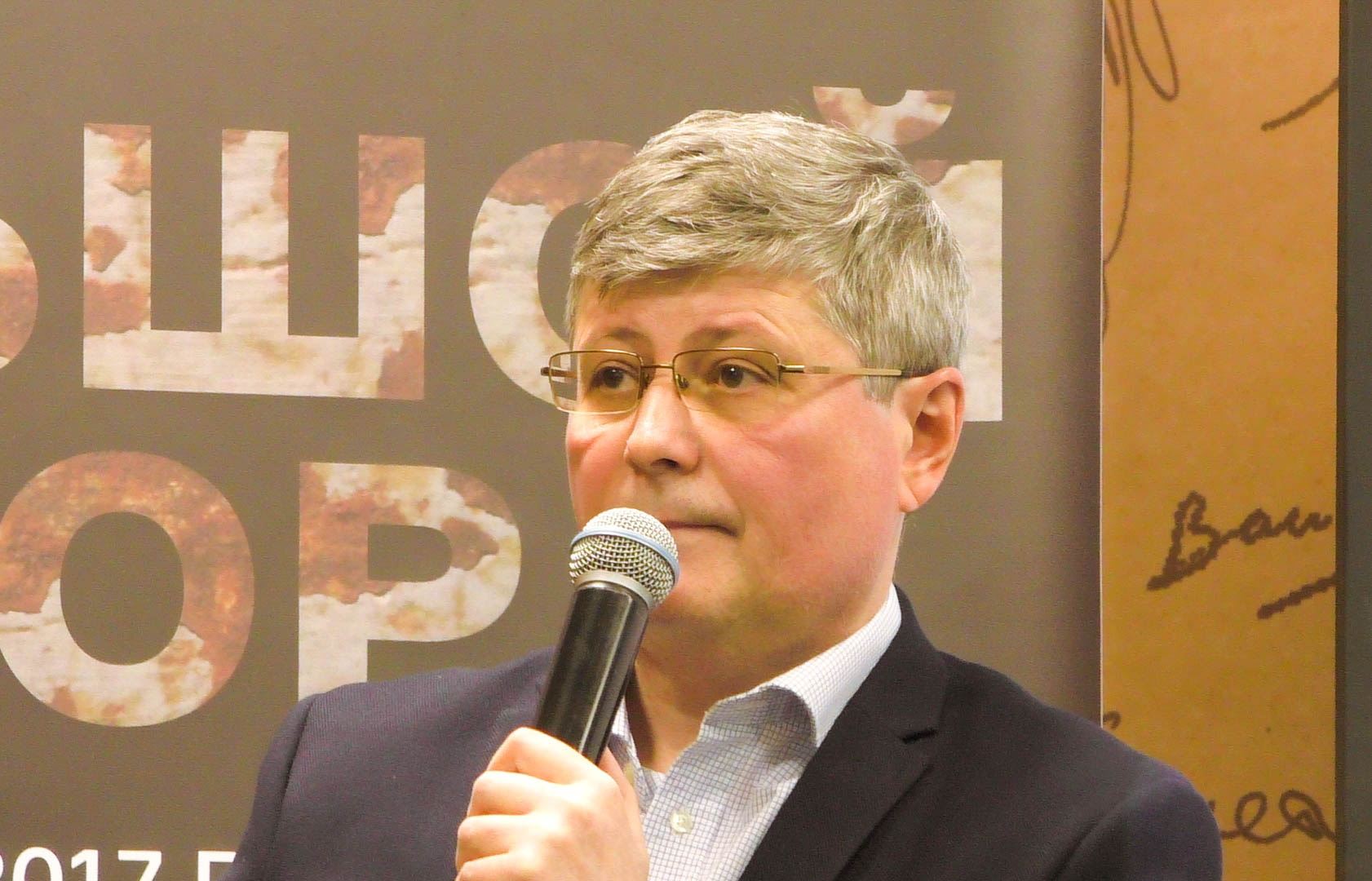
Oleg V. Khlevniuk vào năm 2017

Oleg Vitalyevich Khlevniuk (tiếng Nga: Олег Витальевич Хлевнюк, sinh ngày 7 tháng 7 năm 1959 tại Vinnytsia, Cộng hòa Xã hội chủ nghĩa Xô viết Ukraina) là một sử gia, một nhà nghiên cứu tại viện lưu trữ tài liệu Quốc gia Nga ở Moskva. Ông nổi tiếng nhờ những sách viết về Liên Xô và Stalin, dựa trên những tài liệu lưu trữ được công bố gần đây, trong đó bao gồm: những trao đổi cá nhân, tài liệu của Trung ương Đảng, các hồi ký mới, và các cuộc phỏng vấn với các cán bộ cao cấp cũ và gia đình các ủy viên Bộ Chính trị. Nhà khoa học chính trị Nga Gleb Pavlovsky vinh danh ông là "nhà sử học hàng đầu về chủ nghĩa Stalin"  Ông cũng là thành viên của Royal Historical Society.

## Tiểu sử
ông đã có bằng cử nhân tại viện Vinnytsia 1980, sau đó đi lính trong quân đội Liên Xô từ 1981-1983. Năm 1985, ông lấy
bằng tiến sĩ Liên Xô, rồi bằng tiến sĩ khoa học Nga 1996. Khlevniuk làm việc từ 1994 tại viện lưu trữ tài liệu Quốc gia Nga ở Moskva

## Giải thưởng
Khlevniuk đã được giải thưởng Alexander Nove Prize (với Yoram Gorlizki) của British Association for Slavonic and East European Studies vào năm 2004 cho cuốn sách Cold Peace: Stalin and the Soviet Ruling Circle, 1945-1953.

## Tác phẩm
Đã xuất bản:
- The History of the Gulag [3] originally published in Russian.
- Cold Peace: Stalin And The Soviet Ruling Circle, 1945-1953 [4]
- The role of Gosplan in economic decision-making in the 1930s
- In Stalin's shadow: the career of "Sergo" Ordzhonikidze
- Stalin: new biography of a dictator [5]